# (1572) Posnania
(1572) Posnania es un asteroide perteneciente al cinturón de asteroides descubierto por Andrzej Kwiek y Jerzy Dobrzycki desde el observatorio astronómico de Poznan, Polonia, el 22 de septiembre de 1949.

## Designación y nombre
Posnania se designó al principio como 1949 SC.
Más adelante fue nombrado por la ciudad polaca de Poznan.

## Características orbitales
Posnania orbita a una distancia media de 3,107 ua del Sol, pudiendo acercarse hasta 2,46 ua y alejarse hasta 3,753 ua. Tiene una inclinación orbital de 13,29° y una excentricidad de 0,2081. Emplea en completar una órbita alrededor del Sol 2000 días.